# Ruth Lomon
Ruth Margaret Lomon (* 7. November 1930 in Montreal; † 26. September 2017 in Cambridge, Massachusetts) war eine kanadisch-US-amerikanische Komponistin und Pianistin.

## Leben
Lomon studierte am u. a. Klavier und Komposition am Konservatorium von Montreal und an der McGill University. Sie setzte ihre Ausbildung bei Francis Judd Cooke am New England Conservatory of Music in Boston sowie bei Witold Lutosławski am Dartington College in England fort und besuchte die Darmstädter Ferienkurse. 1965 erhielt sie US-Staatsbürgerschaft.
Von 1995 bis 1996 war sie Mitglied des Bunting Institute (Radcliffe/Harvard), wo ihr bekanntestes Werk erschien, der Liedzyklus Songs of Remembrance nach Gedichten über den Holocaust. Das einstündige Werk wurde in der John Knowles Paine Concert Hall der Harvard University uraufgeführt und wurde u. a. 1998 im United States Holocaust Memorial Museum in Washington gespielt. Lomon erhielt für die Komposition 1999 den Miriam Gideon Composition Award und 2001 den Chicago Professional Musicians Award.
Ab 1998 war Lomon Komponistin und Resident Scholar am Women's Studies Research Center der Brandeis University. Vom Hadassah Research Institute erhielt sie ein Stipendium zur Recherche in der US Holocaust Library nach Texten für ihr mehrsprachiges Oratorium Testimony of Witnesses. Das Werk für Solisten, Chor und Orchester wurde 1998 uraufgeführt. Die Professional Music Teachers Association of New Mexico zeichnete sie 2009 als Composer of the Year aus.
Von 1979 bis 1985 war Lomon Vizepräsidentin der American Women Composers (AWC). Außerdem war sie Gründungspräsidentin des Verbandes Massachusetts der AWC. 1984 veranstaltete sie gemeinsam mit der Tufts University die erste Konferenz der Women in Music in Massachusetts. Von 1972 bis 1985 führte sie mit Iris Graffman Wenglin als Klavierduo Werke zeitgenössischer, vorrangig weiblicher Komponisten auf.

## Werke
- Testimony of Witness für Chor, Kammerorchester, Mezzosopran, Tenor und Bassbariton nach hebräischen, polnischen, französischen, deutschen und englischen Texten, 2007
- After the Storm für Chor a cappella nach Gedichten von Joyce Carol Oates, 2007
- regardisregard, Kunstinstallation nach Texten von George Eliot, 2005
- Canticles für Sopran und Klavier nach Gedichten von Marguerite Bouvard, 2004
- Sweet Sixteen für Flöte, 2003
- Odyssey, Konzert für Trompete und Orchester, 1997
- Nocturnal Songs, Liedzyklus für Mezzosopran und Harfe nach 8 Haikus, 1997
- 6 Songs of Remembrance, Liedzyklus für Sopran, Mezzosopran, Tenor und Bassbariton mit Oboe/Englischhorn und Klavier nach Texten von Nelly Sachs, Berthe Wizenberg Fleischer, Primo Levi, Eva Pickova, Miriam Merzbacher-Blumenthal, Pavel Friedman, Francois Witterwald, und Charlotte Delbo, 1995
- Shadowing, Klavierquartett, 1995
- Terra INcognita für Orchester, 1993
- Bassoon Concerto, 1979, 1992
- Esquisses für Klavier, 1992
- Many Moons für Flöte, Oboe, Trompete, Klavier, Synthesizer, Violine, Viola, Cello, Erzähler und Schauspieler nach James Thurber, 1990
- Imprints, Konzert für Klavier und vier Perkussionisten, 1987
- Spells für Klavier und Kammerorchester, 1985
- A Fantasy Journey into the Mind für Sopran und Saxophon, 1985
- Metamorphosis für Cello und Klavier, 1984
- Janus, Streichquartett, 1984
- Seven Portals of Vision für Orgel, 1982
- Diptych, Bläserquintett, 1982
- Five Ceremonial Masks für Klavier, 1980
- Requiem für gemischten Chor, zwei Trompeten und zwei Posaunen, 1977